# Project 58/58A
La serie di test nucleari denominata Project 58 si riferisce alle detonazioni nucleari condotte dagli Stati Uniti d'America nel sito di test del Nevada, tra il 6 dicembre 1957 e il 14 marzo 1958.

## Storia
L'operazione, che si colloca cronologicamente tra due serie di test nucleari svolte, la prima, ossia l'Operazione Plumbbob, sempre nel poligono nucleare nevadese, e la seconda, denominata Operazione Hardtack I, su alcuni atolli delle Isole Marshall facenti parte del Pacific Proving Grounds, fu condotta dalla Commissione per l'energia atomica degli Stati Uniti d'America e aveva lo scopo di verificare la sicurezza degli ordigni. In particolare si voleva determinare la sicurezza del progetto degli ordigni che sarebbero poi stati utilizzati nell'operazione Hardtack I, e di parte di quelli destinati all'operazione Hardtack II. Il tutto era sempre orientato a raggiungere lo standard di sicurezza denominato "one-point safety", secondo il quale la probabilità che un'esplosione in qualunque punto della bomba portasse a un rilascio di potenza nucleare maggiore alle 4 libbre (1,81 kg) di tritolo doveva essere inferiore a uno su un milione.
La procedura seguita nei test fu quella di manomettere l'ordigno da testare, ad esempio rimuovendo uno, o tutti tranne uno, dei detonatori a filo esplodente in modo da far detonare asimmetricamente le lenti esplosive poste attorno al nocciolo, e poi di condurre il test come se fosse un comune test nucleare. Se, al momento dell'esplosione dell'ordigno, si fosse registrata una potenza proveniente non solo dalla detonazione dell'esplosivo convenzionale ma anche dal verificarsi della fissione nucleare, allora, dal punto di vista della sicurezza, il test sarebbe stato considerato fallito.  Al contrario, un test positivo avrebbe distrutto il nucleo (o nocciolo) della bomba con il conseguente spargimento di materiale fissile nell'area circostante (tutti gli ordigni della serie di test furono fatti esplodere all'aria aperta) ma non avrebbe fatto avvenire alcuna fissione.
I test furono effettuati il 6 e il 9 dicembre 1957, quelli denominati "Project 58", e il 22 febbraio e il 14 marzo, quelli denominati "Project 58/A". In tutti i casi si testarono dei noccioli sigillati (ossia noccioli attorno a cui era stata disposta un’armatura metallica priva di aperture, al fine di proteggere il materiale interno dalla degradazione ambientale e di evitare la sua dispersione nell’ambiente in caso di incidenti relativamente piccoli) realizzati, nei primi due casi, dal Los Alamos National Laboratory, e, nei secondi due, dal Lawrence Livermore National Laboratory, e l'unico test a risultare negativo fu il secondo, denominato Coulomb-C, il quale produsse inaspettatamente una potenza pari a 0,5 kt. Poco dopo questa esplosione si registrò il fallout con misurazioni effettuate sulla vicina Mercury Highway che rilevarono un'intensità pari di 50 röntgen/ora e, quando la nuvola radioattiva si spostò verso sud-ovest, il personale intento ad approntare le strutture per futuri test nucleari nel bacino di Jackass Flats fu costretto a ripararsi al coperto. Infine, la nuvola raggiunse l'area di Los Angeles, con le misurazioni che misero in allarme la popolazione.

## Test
| Nome      | Data e ora (UT)             | Fuso orario locale | Sito                                     | Altitudine + quota | Modalità, Scopo                             | Tipo di ordigno                                    | Potenza   | Fallout                                | Fonti                                      | Note |
| --------- | --------------------------- | ------------------ | ---------------------------------------- | ------------------ | ------------------------------------------- | -------------------------------------------------- | --------- | -------------------------------------- | ------------------------------------------ | --- |
| Pascal-C  | 6 dicembre 1957, 20:15:00,0 | PST (-8 ore)       | NTS Area U3e 37.04992°N 116.03159°W      | 1202 m - 80 m      | Pozzo sotterraneo, esperimento di sicurezza | Testata nucleare XW-42                             | 0,01 kt   |                                        | [ 4 ] [ 5 ] [ 6 ] [ 7 ] [ 8 ] [ 9 ] [ 10 ] | Test di sicurezza parzialmente positivo di un nocciolo sigillato. L'ordigno, del peso di circa 90 kg, era simile a quelli esplosi nei test Valencia e San Juan dell'operazione Hardtack II, ed era probabilmente un candidato all'utilizzo nelle testate XW-42, pensate per essere montate su missili ad uso antiaereo.          |
| Coulomb-C | 9 dicembre 1957, 20:00:??   | PST (-8 ore)       | NTS Area S3i 37.0443°N 116.0305°W        | 1225 m + 0         | A terra, esperimento di sicurezza           | Moccasin                                           | 0,5 kt    | Rilevato iodio-131, 69 kCi (2 600 TBq) | [ 4 ] [ 5 ] [ 6 ] [ 7 ] [ 8 ] [ 9 ] [ 10 ] | Test di sicurezza parzialmente negativo di un nocciolo sigillato. L'ordigno, del peso di circa 175 kg, era simile a quello esploso nel test Hidalgo dell'operazione Hardtack II, ed era di tipo Moccasin. |
| Venus     | 22 febbraio 1958, 01:00:00  | PST (-8 ore)       | NTS Area U12d.01 37.19475°N 116.20068°W  | 2073 m - 30,48 m   | In tunnel, esperimento di sicurezza         | Stadio primario di una testata termonucleare XW-47 | 0,0005 kt |                                        | [ 4 ] [ 5 ] [ 6 ] [ 7 ] [ 8 ] [ 9 ] [ 10 ] | Test di sicurezza parzialmente positivo di un nocciolo sigillato. L'ordigno, del peso di circa 52 kg, era simile a quelli esplosi nei test Oberon e Sandford dell'operazione Hardtack II, ed era probabilmente un candidato all'utilizzo nelle testate XW-47, pensate per essere montate su missili balistici intercontinentali. |
| Uranus    | 14 marzo 1958, 22:00:00     | PST (-8 ore)       | NTS Area U12c.01 37.193397°N 116.20014°W | 2068 m - 34,75 m   | In tunnel, esperimento di sicurezza         | Stadio primario di una testata nucleare XW-48      | 0,0005 kt |                                        | [ 4 ] [ 5 ] [ 6 ] [ 7 ] [ 8 ] [ 9 ] [ 10 ] | Test di sicurezza parzialmente positivo di un nocciolo sigillato. L'ordigno, del peso di circa 50 kg, era simile a quelli esplosi nei test Mars, Tamalpais e Ceres dell'operazione Hardtack II, ed era probabilmente un candidato all'utilizzo nelle testate XW-48, pensate per essere montate su proiettili d'artiglieria.      |

1. ↑  Gli Stati Uniti d'America, la Francia e il Regno Unito chiamano ogni loro singolo test con un nome in codice, mentre Unione Sovietica e Cina, salvo rari casi, non lo fanno, quindi i loro test sono identificati solo da numeri. Un trattino seguito da un numero indica un membro di un test a salve.
2. ↑  Per convertire l'ora universale in ora locale, si deve aggiungere alla prima il numero tra parentesi.
3. ↑  Nome del luogo e corrispettive coordinate. Nel caso di test missilistici, viene indicato il luogo di lancio del missile prima del luogo della detonazione. Mentre alcune località possono essere indicate con sicurezza, nel caso, ad esempio, di esplosioni in alta atmosfera, le indicazioni possono essere piuttosto inaccurate.
4. ↑  Con "altitudine" si intende l'altezza rispetto al livello del mare del terreno posto direttamente sotto l'esplosione, mentre con "quota" si intende la distanza tra tale punto e l'esplosione. Nel caso di test missilistici, il livello del terreno è indicato con "N/A". L'assenza di numeri o altre indicazioni sta a significare che il valore è sconosciuto.
5. ↑  L'energia liberata espressa in chilotoni e megatoni.
6. ↑  L'emissione nell'atmosfera circostante di neutroni pronti, laddove conosciuta. Se specificato, l'unico isotopo misurato è stato lo iodio-131, altrimenti significa che la ricerca è stata fatta per ogni isotopo.